# Eilema helvola
Eilema helvola är en fjärilsart som beskrevs av Jacob Hübner 1827. Eilema helvola ingår i släktet Eilema och familjen björnspinnare. Inga underarter finns listade i Catalogue of Life.